# Smuggler's Run 2
『Smuggler's Run 2』（スマグラーズ・ラン2、Smuggler's Run 2:Hostile Territory）はロックスター・サンディエゴが開発、アメリカのニューヨークに本社を設立しているロックスター・ゲームスが2001年にSmuggler's Runシリーズ2作目として発売したPlayStation 2、ニンテンドー ゲームキューブ向けのレースゲーム。
ニンテンドー ゲームキューブ版は『Smuggler's Run:Warzone』（スマグラーズ・ラン:ウォーゾーン）のタイトルで発売された。

## ゲーム内容
前作『Smuggler's Run』同様にゲームとほとんど全体的な目的（内容）は、今作の主人公は「Exotic Imports社」という名前の小さな密輸会社（略してEI）で働いており、数々の違法なアイテムを一定時間内に届けることが求められる作品となっており、ミッション中では軍隊と国境警備隊を避けながらミッションを行う。